# Rohnke Crests
Die Rohnke Crests sind zwei rund 1400 m hohe und parallel verlaufende Bergrücken auf der antarktischen Ross-Insel. Sie ragen aus der Eisdecke südöstlich des Mount Terror auf und liegen östlich des Kopfendes des Eastwind-Gletschers sowie 6,5 km nordöstlich des Conical Hill.
Benannt ist die Formation nach dem US-amerikanischen Konteradmiral Oscar C. Rohnke (1908–1997), bei der ersten Operation Deep Freeze (1955–1956) Kapitän des Eisbrechers USCGC Eastwind.